# Ma Long
Ma Long (chinês: 马龙: Liaoningue, 20 de outubro de 1988) é um mesa-tenista chinês.

## Carreira
Em Londres 2012, foi surpreendido no individual e não levou medalha, apenas em equipes na qual foi ouro com a equipe chinesa.
Competiu sua segunda Olimpíada e conquistou o ouro no individual contra o compatriota Zhang Jike.
Obteve novamente o ouro no individual em Tóquio 2020 depois de derrotar o Fan Zhendong na final por 4–2 em games (11-4, 10-12, 11-8, 11-9, 3-11 e 11-7). Na mesma edição do evento, ganhou o título olímpico por equipes ao lado de Zhendong e Xu Xin.